# Nautilus clarkanus
Nautilus clarkanus és una espècie extinta de mol·lusc cefalòpode de la família Nautilidae. Visqué durant el Carbonífer inferior. Espècimens fòssils foren descoberts a la formació Spergen Hill Limestone d'Indiana. N. clarkanus ha sigut agrupat en un tàxon únic, juntament amb altres espècies extintes, basat en els caràcters compartits de les seves conquilles.